# Линдгрен, Вальдемар
Вальдемар Ли́ндгрен (швед. Waldemar Lindgren; 14 февраля 1860, Вассмулёсса, Швеция — 3 ноября 1939, Бостон, США) — американский геолог шведского происхождения, один из основателей экономической геологии (геология полезных ископаемых). Именем учёного назван минерал линдгренит.
Член Национальной академии наук США (1909).

## Биография
Вальдемар Линдгрен родился в провинции Смоланд в селении Вассмулёсса Кальмарского лена. Отец Вальдемара, Юн Линдгрен, был судьёй и депутатом Риксдага, а его мать, Эмма Линдгрен, была дочерью священника. Вальдемар поступил в Фрайбергскую горную академию в Германии и закончил её как горный инженер в 1882 году.
В 1884 он начал 31-летнюю карьеру в Геологической службе США, работая в рудных месторождениях Скалистых гор. В 1905 году он помог основать журнал «Economic Geology». В 1912 он был назначен главой геологического Департамента Массачусетского технологического института.
Вальдемар Линдгрен был избран иностранным членом Шведской королевской академии наук в 1931 году и почётным членом АН СССР c 29 марта 1932 года. Также он был выбран президентом Геологического общества Америки (выиграв медаль Пенроуза в 1933) и Общества геологов-экономистов (выиграв Золотую медаль Пенроуза в 1928).
Опубликованные труды Линдгрена насчитывают около 200 работ, не считая обсуждений, отзывов, а также более 1000 тезисов. Большинство его публикаций содержат информацию о знаменитых рудных месторождениях. Издания о полезных ископаемых, а также его широко известный учебник были опубликованы в 1913, 1919, 1928 и 1933 годах.

## Известные публикации
- Линдгрен В. Минеральные месторождения. Вып. 1—3. М.—Л., 1934—35.
- The Gold Belt of the Blue Mountains of Oregon Extract from the 22nd Annual Report (1900—1901) Part 2: Ore Deposits (U.S. Geological Survey. 1902. страницы 553—776)
- The water resources of Molokai, Hawaiian Islands (US Geological Survey Water-Supply Paper No. 77. 1903. 62 страницы)
- The copper deposits of the Clifton-Morenci district, Arizona (US Geological Survey Professional Paper No. 43. 1905. 375 страниц)
- Geology and gold deposits of the Cripple Creek District, Colorado. (Lindgren, W., & Ransome, F. L. US Geological Survey Professional Paper No. 54. 1906. 516 страниц)
- The ore deposits of New Mexico (Lindgren, W., Graton, L. C., Schrader, F. C., & Hill, J. M. US Geological Survey Professional Paper No. 68 1910. 361 страница)
- The Tertiary Gravels of the Sierra Nevada of California (US Geological Survey Professional Paper No. 73. 1911. 226 страниц)
- Mineral Deposits (New York, McGraw-Hill. 1913)